# Puch bei Weiz
Puch bei Weiz est une commune autrichienne du district de Weiz en Styrie.